# AVIC TA-600
Dimensions
L'AVIC TA-600 ou AG600 surnommé Kunlong est un hydravion produit par la société publique AVIC.

## Historique
L'appareil, le plus grand hydravion hors l'Hughes H-4 Hercules qui n'est pas entré en service, a été présenté pour la première fois au public le 23 juillet 2016 à Zhuhai.  
En décembre 2017, il est commandé à 17 exemplaires par la Corporation chinoise de l’industrie de l’aviation (CCIA).
L'avion a effectué son premier vol le 24 décembre 2017 au départ de l'aéroport de la ville de Zhuhai, située dans la province de Guandong, dans le Sud de la Chine. Il a réalisé un vol de 64 minutes à une altitude de 3 000 mètres. Lors de cette première, l'appareil était accompagné par un autre avion avec des techniciens à son bord.
Son premier décollage depuis un réservoir d'eau a lieu en 2018.
Il décolle de la mer la première fois au large de Qingdao le 26 juillet 2020 à 10 h 18 et a terminé le vol d'essai après avoir volé pendant environ 31 minutes.
En mars 2021, deux exemplaires sont construits et un troisième est en cours d'assemblage. Il effectue à cette date son premier écopage à terre.
Le premier vol du prototype du bombardier d'eau AG600M, dont le design a été entièrement conçu à partir de l'A600, a lieu le 29 août 2022 depuis l'aéroport de Zhanghe, à Jingmen, en province du Hubei.
Son certificat de type par l'Administration de l'aviation civile de Chine est obtenu le 20 avril 2025. 
Le 11 juin 2025,elle délivre au constructeur AVIC le certificat de production pour le Kunlong qui autorise la production en série.

## Caractéristiques
L’AG600, appelé officiellement « Grand avion amphibie bombardier d’eau et de sauvetage maritime », doit pouvoir stocker 12 tonnes d’eau en 20 secondes et les larguer sur une surface de 4 000 mètres carrés en une fois. Utilisé dans le cadre des missions de sauvetage en mer, l’avion peut transporter jusqu’à 50 passagers. Son autonomie est estimée à 12 heures. Sa taille le rapproche du Boeing 737.

## Utilisation
Il doit effectuer principalement officiellement des missions de sauvetage en mer, de lutte contre les incendies de forêt, de surveillance de l'environnement et d'exploitation des ressources maritimes.
L’AG600 pourrait être utilisé par la Chine dans le cadre de ses projets dans les secteurs maritimes disputés de la mer de Chine méridionale, revendiqués en quasi-totalité par Pékin.